# Winparts
Winparts is een Nederlands e-commercebedrijf dat gespecialiseerd is in de verkoop van auto-onderdelen. Het bedrijf was bij de oprichting een van de eerste internetbedrijven in Nederland dat het voor consumenten mogelijk maakte om auto-onderdelen op kenteken te bestellen. Het bedrijf is opgericht in Winneweer, in de Nederlandse provincie Groningen, en telde anno 2021 circa 110 werknemers. In 2024 werd het hoofdkantoor verplaatst naar de stad Groningen.

## Geschiedenis
In 1994 richtten de broers Ari en Meinard van Essen D-Parts op, een bedrijf dat handelde in BMW-onderdelen. Zij kochten via verzekeringsmaatschappijen BMW’s op die betrokken waren geweest bij een ongeluk of om een andere reden niet meer de weg op mochten. Men demonteerde de voertuigen en de bruikbare onderdelen werden stuksgewijs gefotografeerd en online gezet. 
Door toename in vraag naar nieuwe auto-onderdelen en de vraag naar onderdelen van andere automerken, richtten de broers in 2005 de webshop Winparts op. Het bedrijf werd in de loop der jaren internationaal actief met webshops in o.a. België, Zweden, Ierland en Frankrijk.
Sinds mei 2021 is het bedrijf eigendom van AAG groep. In 2022 won Winparts de Website van het Jaar prijs als populairste website in de categorie “vervoer”. In 2024 won het bedrijf de Shopping Awards in de categorie DIY & Hobby.
Door de snelle groei werd in 2023 besloten dat het magazijn in Winneweer te klein was. In mei 2024 werd het magazijn daarom verhuisd naar Ede, naast het distributiecentrum van moederbedrijf AAG. Het hoofdkantoor en de klantenservice bleven in Groningen. 